# In caso di necessità
In caso di necessità (A Case of Need) è un romanzo scritto da Michael Crichton sotto lo pseudonimo Jeffery Hudson nel 1968. Il libro vinse il premio letterario Edgar Award nel 1969.
Il romanzo è stato tradotto, oltre che in italiano, in cinese, francese, spagnolo, giapponese, polacco e numerose altre lingue.

## Trama
Il protagonista del romanzo è il dottore John Berry. Egli, venuto a conoscenza che un suo amico e collega, l'ostetrico Arthur Lee, è stato arrestato con l'accusa di aver compiuto un aborto illegale su una ragazza, Karen Randall, deceduta a causa di una forte emorragia vaginale, decide di aiutare Lee investigando sui fatti accaduti, certo della sua innocenza. Nel corso della lunga, e ricca di colpi di scena, investigazione, Berry sfiderà la potente famiglia di medici Randall ed analizzerà il carattere di Karen per ottenere l'inattesa verità.

## Edizioni in italiano
- In caso di necessita: romanzo, Jeffery Hudson [i.e. Michael Crichton], traduzione di Dianella Selvatico Estense, Milano: Garzanti, 1970
- In caso di necessità, Michael Crichton (Jeffery Hudson), Milano: Garzanti, 1994